# بلمنته د میراندا
بلمنته د می‌راندا دهستانی در استان آستوریاس اسپانیا است.
در این دهستان ۲٬۲۰۹ نفر زندگی می‌کنند. مساحت این دهستان ۲۰۸٫۰۱ کیلومتر مربع است.